# Basket Livourne
Maillots
Le Basket Livorno est un ancien club italien de basket-ball issu de la ville de Livourne.

## Joueurs et personnalités du club

### Joueurs emblématiques
- Michael Ray Richardson
- Chevon Troutman
- Anthony Dobbins